# Judith Madan
Judith Madan (née Cowper ; 26 août 1702 - 7 décembre 1781) est une poétesse anglaise. Elle est la petite-fille de Lady Sarah Cowper (1644–1720), la chroniqueuse.

## Biographie
Elle est la fille de l'avocat Spencer Cowper, juge des plaidoyers communs, et sa femme Pennington, et on pense qu'elle est née au siège de la famille, Hertingfordbury Park, Hertfordshire, Angleterre. Elle commence à écrire de la poésie à l'adolescence. Sous le nom de Judith Cowper, elle correspond avec Alexander Pope, qu'elle a probablement rencontré.
Le 7 décembre 1723, Cowper épouse le colonel Martin Madan, valet de la chambre à coucher de Frédéric de Galles, et député de Wootton Basset. Il meurt à Bath le 4 mars 1756, âgé de 53 ans. Ils ont Martin Madan, auteur de Thelyphthora une défense de la polygamie, et le très révérend Spencer Madan, évêque successivement de Bristol et de Peterborough. Leur fille aînée, Maria Frances Cecilia, épouse William Cowper de Hertingfordbury, son cousin germain; un volume de vers religieux de Frances Maria Cowper, attribué à "une dame" et révisé par son célèbre cousin poète, est publié en 1792 ,. Leur fille cadette, Penelope (décédée le 22 décembre 1805), devient l'épouse du général Sir Alexander Maitland (1728–1820). Judith est la tante de William Cowper, poète et hymnodiste anglais, et grand-mère du général Frederick Maitland.
Elle est décédée à Stafford Row, Westminster, le 7 décembre 1781.

## Œuvres
- Abélard à Eloïse - 1720
- Les progrès de la poésie - 1721
- Versets sur la mort de M. Hughes, 1719-1730